# Берретт, Тим
Тимоти (Тим) Берретт (англ. Timothy "Tim" Berrett; род. 23 января 1965, Ройал-Танбридж-Уэллс) — канадский легкоатлет, специалист по спортивной ходьбе. Выступал за сборную Канады по лёгкой атлетике в 1990-х и 2000-х годах, серебряный и бронзовый призёр Игр Содружества, участник пяти летних Олимпийских игр.

## Биография
Тим Берретт родился 23 января 1965 года в городе Танбридж-Уэллс графства Кент, Англия. Впоследствии постоянно проживал в Эдмонтоне, Канада.
Учился в Брасенос-колледже, затем стал магистром в области экономики и госуправления в Университете Куинс в Кингстоне, получил степень доктора философии в Альбертском университете.
Впервые заявил о себе в лёгкой атлетике на международном уровне в сезоне 1990 года, когда вошёл в состав канадской национальной сборной и выступил на Панамериканском кубке по спортивной ходьбе в Халапе, где занял 14-е место в дисциплине 20 км.
В 1991 году на Кубке мира в Сан-Хосе показал 22-й результат в ходьбе на 20 км и сошёл с дистанции в ходьбе на 50 км, в тех же дисциплинах стартовал на чемпионате мира в Токио.
Благодаря череде удачных выступлений удостоился права защищать честь страны на летних Олимпийских играх 1992 года в Барселоне — в программе 20 км показал время 1:28:25, расположившись в итоговом протоколе соревнований на 14-й строке, тогда как на 50 км был дисквалифицирован.
В 1993 году отметился выступлением на чемпионате мира в помещении в Торонто, где финишировал четвёртым в ходьбе на 5000 метров, был пятым в ходьбе на 50 км на Кубке мира в Монтеррее, выступил на чемпионате мира в Штутгарте и на Универсиаде в Буффало.
В 1994 году завоевал серебряную медаль в ходьбе на 30 км на Играх Содружества в Виктории.
В 1995 году стартовал в дисциплине 50 км на Кубке мира в Пекине, но в ходе прохождения дистанции получил дисквалификацию, был 14-м на чемпионате мира в Гётеборге, участвовал в Панамериканских играх в Пальме.
В 1996 году закрыл десятку сильнейших в ходьбе на 50 км на Олимпийских играх в Атланте.
В 1997 году принимал участие в ходьбе на 20 км на Кубке мира в Подебрадах, где был дисквалифицирован. Сошёл с дистанции на чемпионате мира в Афинах.
В 1999 году занял 47-е место на дистанции 20 км на Кубке мира в Мезидон-Каноне, отметился выступлением на чемпионате мира в Севилье и на Панамериканских играх в Виннипеге.
Находясь в числе лучших канадских ходоков, благополучно прошёл отбор на Олимпийские игры 2000 года в Сиднее — в дисциплине 20 км занял 26-е место, тогда как на 50 км был дисквалифицирован.
В 2001 году шёл 20 км на домашнем чемпионате мира в Эдмонтоне.
В 2002 году побывал на Играх Содружества в Манчестере, откуда привёз награду бронзового достоинства, выигранную в ходьбе на 50 км.
В 2003 году преодолел 50 км на чемпионате мира в Париже, показав на финише 19-й результат.
В марте 2004 года на соревнованиях в Тихуане установил свой личный рекорд в ходьбе на 50 км — 3:50:20. Принимал участие в Кубке мира в Наумбурге и в Олимпийских играх в Афинах — занял 64-е и 31-е места в дисциплинах 20 и 50 км соответственно.
На Кубке мира 2006 года в Ла-Корунье финишировал на дистанции 50 км на 39-й позиции.
В 2007 году в ходьбе на 50 км занял 19-е место на чемпионате мира в Осаке.
В 2008 году стартовал в ходьбе на 50 км на Олимпийских играх в Пекине — показал время 4:08:18 и расположился в итоговом протоколе на 38-й строке.
Женат на известной канадской спортсменке Таре Кроксфорд, выступавшей в хоккее на траве.